# Stallgeruch (Geruch)
Als Stallgeruch wird der typische Geruch in einem Stall bezeichnet, der sich durch kombinierte Analyse von Gaschromatographie und Olfaktometrie als ein sehr komplexes Aroma aus mehr als 400 chemischen Verbindungen in relativ zueinander unterschiedlichen Konzentrationen (Geruchsintensitäten) erweist. Hauptkomponenten des Stallgeruchs sind p-Kresol (4-Methylphenol), Trimethylamin und Buttersäure.